# Звениха
Звениха, в верхнем течении Бортинка — река на территории России, протекает по Угличскому району Ярославской области. Устье реки находится на 133 км левого берега реки Устье. Длина реки составляет 15 км, площадь водосборного бассейна — 35,4 км².

## Данные водного реестра
По данным государственного водного реестра России относится к Верхневолжскому бассейновому округу, водохозяйственный участок реки — Волга от Рыбинского гидроузла до города Кострома, без реки Кострома от истока до водомерного поста у деревни Исады, речной подбассейн реки — Волга ниже Рыбинского водохранилища до впадения Оки. Речной бассейн реки — (Верхняя) Волга до Куйбышевского водохранилища (без бассейна Оки).
Код объекта в государственном водном реестре — 08010300212110000010675.